# Tronia (ciudad)
Tronia o Gronia (en griego, Τρώνεια, Γρώνεια) es el nombre de una antigua ciudad griega de Fócide. 
Es mencionada en varios testimonios epigráficos entre los que destacan una inscripción del año 322 a. C. (en este caso la alusión a Tronia no es segura) y un decreto de manumisión del siglo II a. C. de Delfos donde se la cita como lugar de origen de un esclavo. Se relaciona con el topónimo Trónide, que debía ser el nombre de su territorio, que menciona Pausanias dentro de los dominios de Dáulide señalando que allí se ubicaba un heroon.
Es citada como Gronia por Esteban de Bizancio.
Algunos autores la identifican con la ciudad llamada Patrónide por Plutarco pero otros rechazan esa identificación.
Se ha sugerido que Tronia podría haberse localizado en Agias Marina, que se ubica al este de Daúlide o en Kato Tseresi, que está situado al sur de Dáulide.